# Ailama Cesé
Ailama Cesé Montalvo (San José de las Lajas, 29 ottobre 2000) è una pallavolista cubana, schiacciatrice del Bergamo 1991.

## Carriera

### Club
La carriera di Ailama Cesé inizia nel 2015 con la formazione provinciale di Mayabeque, partecipando ai tornei amatoriali cubani. Nella stagione 2019-20 approda per la prima volta in un campionato estero, ingaggiata dall'Uraločka, nella Superliga russa; dopo un triennio con la formazione di Ekaterinburg, nel campionato 2022-23 viene ingaggiata dalle rumene del Rapid Bucarest, in Divizia A1, mentre nel campionato seguente approda in Italia per disputare la Serie A1 con il Firenze.
Resta nella massima divisione italiana anche nella stagione 2024-25, indossando però la casacca del Bergamo 1991.

### Nazionale
Fa parte della nazionale cubana under 18 che conquista la medaglia di bronzo alla Coppa panamericana 2015, partecipa al campionato mondiale 2015 e 2017, si aggiudica l'argento alla Coppa panamericana 2017 e un altro bronzo alla Final Four Cup 2017, insignita dei premi come miglior schiacciatrice negli ultimi due tornei. Con la nazionale under 20 è di scena al campionato mondiale 2015, 2017 e 2019, si aggiudica il bronzo alla Coppa panamericana 2017, dove viene premiata come miglior schiacciatrice, e l'oro nell'edizione 2019 del medesimo torneo, in cui viene insignita dei premi come MVP, miglior realizzatrice e miglior schiacciatrice, e vince ancora il bronzo al campionato nordamericano 2016 (mentre nell'edizione seguente seguente si mette ancora in mostra come miglior schiacciatrice) e alla Final Four Cup 2018, premiata per l'ennesima volta come miglior schiacciatrice. Convocata anche nell'under 23, vince il bronzo alla Coppa panamericana 2016 e 2018, ricevendo anche il premio come miglior servizio nel secondo torneo, oltre a partecipare al campionato mondiale 2017.
Nel 2018 debutta in nazionale maggiore in occasione della Coppa panamericana. In seguito vince il bronzo ai XXIV Giochi centramericani e caraibici e alla NORCECA Final Six 2023.

## Palmarès

### Nazionale (competizioni minori)
- Coppa panamericana under 18 2015
- Coppa panamericana under 23 2016
- Coppa panamericana under 18 2017
- Coppa panamericana under 20 2017
- Final Four Cup under 18 2017
- Campionato nordamericano under 20 2016
- Coppa panamericana under 23 2018
- Final Four Cup under 20 2018
- Coppa panamericana under 20 2019
- Giochi centramericani e caraibici 2023
- NORCECA Final Six 2023

### Premi individuali
- 2017 - Coppa panamericana under 18: Miglior schiacciatrice
- 2017 - Coppa panamericana under 20: Miglior schiacciatrice
- 2017 - Final Four Cup under 18: Miglior schiacciatrice
- 2018 - Campionato nordamericano under 20: Miglior schiacciatrice
- 2018 - Coppa panamericana under 23: Miglior servizio
- 2018 - Final Four Cup under 20: Miglior schiacciatrice
- 2019 - Coppa panamericana under 20: MVP
- 2019 - Coppa panamericana under 20: Miglior realizzatrice
- 2019 - Coppa panamericana under 20: Miglior schiacciatrice